# اضطراب تعاطي البنزوديازيبين
اضطراب تعاطي البنزوديازيبين ويدعى أيضًا بسوء الاستخدام أو المعاقرة هو استخدام البنزوديازيبينات دون وصفة طبية وغالبًا لأغراض ترفيهية ما يعرض المرء لخطر حدوث الاعتماد وأعراض انسحاب والتأثيرات طويلة الأمد. اضطراب تعاطي البنزوديازيبين اضطرابًا مزمنًا ومنتكساً. البنزوديازيبينات هي إحدى أكثر فئات الأدوية التي تُستخدم لأغراض ترفيهية. عند استخدامه لأغراض ترفيهية فإنه عادةً ما يُؤخَذ فمويًا وأحيانًا داخل الأنف أو الوريد. يسبب الاستخدام الترفيهي تأثيرات مشابهة لتلك التي تحدث عند التسمم بالكحول.
في الاختبارات على القرود الريسوسية المدربة على الفينوباربيتال أحدثت البنزوديازيبينات تأثيرات مشابهة لتلك التي تحدثها الباربيتورات. في دراسة أجريت عام 1991، كان للميدازولام أعلى معدل إعطاء ذاتي لدى حيوانات البابون المدربة على الكوكايين وذلك من بين خمس أدوية من فئة البنزوديازيبينات جرى فحصها وهي: الألبرازولام وبرومازيبام والكلورديازوكسايد واللورازيبام والتريازولام. وجدت دراسة أجريت عام 1985 أن التريازولام والتيمازيبام حافظت على معدلات أعلى من الحقن الذاتي بالمقارنة مع مجموعة متنوعة من البنزوديازيبينات الأخرى. أشارت دراسة أجريت عام 1991 إلى أن الديازيبام بصورة خاصة كان مسؤولًا عن أعلى معدل سوء استخدام بالمقارنة مع البنزوديازيبينات الأخرى وذلك لدى مدمني الأدوية. تقترح بعض البيانات المتاحة أيضًا أن اللورازيبام والألبرازيبام أشبه بالديازيبام من حيث امتلاكها لمعدل سوء استخدام عال نسبيًا، بينما تبيّن أن الأوكسازيبام والهالازيبام والكلورديازيبوكسايد كانت منخفضة نسبيًا فيما يتعلق بهذا الجانب. وجدت دراسة بريطانية أجريت بين عامي 1991 – 1993 أن المنوّمات فلورازيبام وتيمازيبام كانت أشد سمية من البنزوديازيبينات الوسطية وذلك عند فرط الجرعة. وجدت دراسة أجريت عام 1995 أن التيمازيبام أسرع امتصاصًا وأن الأوكسازيبام أبطؤ امتصاصًا من معظم البنزوديازيبينات الأخرى.
لقد حدثت إساءة استخدام البنزوديازيبينات عند أخذها بكلا الطريقين الفموي والوريدي. للبنزوديازيبينات المختلفة أخطار إساءة استخدام مختلفة، فكلما كان تركيزها في البلازما يزداد بصورة أسرع عقب تناولها كان تأثيرات التسمم بها أكبر وكانت عرضة أكثر لإساءة الاستخدام. تتلازم سرعة بدء عمل بنزوديازيبين معين مع شيوع استخدامه بين الناس. أهم سببين لتفضيل ذلك كانا أن هذا البنزوديازيبين يكون قويًا ويعطي نشوة جيدة.
بحسب الدكتور كرس فورد – المدير الطبي السابق لإدارة سوء استخدام المواد في الممارسة العامة – فإنه من بين الأدوية المسببة للإدمان غالبًا ما ينظر العاملون في الأدوية والكحول للبنزوديازيبينات على أنها الأسوأ. تبيّن أن مستخدمي البنزوديازيبينات غير الشرعيين يأخذون جرعات أعلى من الميثادون بالإضافة لإظهارهم لسلوكيات أكثر تسببًا بالإصابة بفيروسي فيروس العوز المناعي البشري و HCV ومعدل أعلى لسوء استخدام الأدوية المتعدد ومعدلات أعلى من الأمراض النفسية واختلال الوظيفة الاجتماعية. على كل حال، إن الأبحاث فيما يتعلق بتأثيرات سوء استخدام البنزوديازيبينات لدى مسيئي استخدام الأدوية لا تزال محدودة وهناك حاجة لإجراء أبحاث إضافية لإظهار فيما إذا كانت هذه النتيجة هي سبب أم تأُثير.

## الأعراض والعلامات
إن الأدوية المنومة المهدئة مثل الكحول والبنزوديازيبينات والباربيتورات معروفة بإحداثها لاعتماد جسدي شديد ما يؤدي إلى حدوث تأثيرات سحب شديدة عند التوقف عن أخذها. يكون هذا التعوّد العصبي أشد لدى آخذي الجرعات العالية من مسيئي استخدام هذه الفئة الدوائية. غالبًا ما تحدث الدرجات العالية من التحمّل لدى معاقري البنزوديازيبينات المزمنين نظرًا لارتفاع الجرعات التي يستهلكونها ما يؤدي إلى حدوث اعتماد شديد لديهم على البنزوديازيبينات. تكون متلازمة سحب البنزوديازيبين المُشاهَدة لدى معاقري البنزوديازيبينات المزمنين بجرعات عالية مشابهة لتلك المُشاهَدة لدى آخذي الجرعات الصغيرة لأغراض علاجية، لكنها تكون أشد. يترافق سحب الدواء مع سلوكيات مضادة للمجتمع شديدة سعيًا وراء الحصول على الدواء. وُصِفت شدة أعراض سحب البنزوديازيبين من قبل أحد مسيئي استخدام هذا الدواء بالشكل التالي: أفضّل سحب الهيروئين في أي يوم، عندما كنت أعاني من أعراض سحب البنزوديازيبين كان بإمكانك أن تعرض عليَّ غرامًا واحدًا من الهيروئين أو فقط 20 ميليغرام من الديازيبام وكنت سآخذ الديازيبام كل مرة، لم أكن في حياتي خائفًا لهذه الدرجة.
إن الذين يستخدمون البنزوديازيبينات بصورة متقطعة يكونون أقل عرضة لتطوير اعتماد وأعراض سحب عند إنقاص الجرعات أو إيقافها تمامًا بالمقارنة مع أولئك الذين يستخدمون البنزوديازيبينات بصورة يومية. 
إن إساءة استخدام البنزوديازيبينات شائعة لدى مسيئي استخدام الأدوية، لكن الكثير من هؤلاء الأشخاص لن يحتاجوا لتدبير أعراض السحب لأن استهلاكهم لها مقتصر على إساءة الاستخدام في المناسبات. يحتاج الاعتماد على البنزوديازيبين عند حدوثه إلى سحب علاجي. هناك أدلة قليلة تدعم فائدة الاستبدال العلاجي طويل الأمد للبنزوديازيبينات، وبالعكس هناك أدلة متزايدة على ضرر الاستخدام طويل الأمد للبنزوديازيبينات وخاصة بجرعات عالية. لذلك يُنصَح بالتقليل التدريجي لتخفيف أعراض السحب أيضاً. في حالة السحب، يُنصَح بتحقيق الاستقرار من خلال الأدوية مديدة التأثير مثل الديازيبام قبل بدء السحب. يجذب الكلورديازيبوكسايد (ليبريوم) –بنزوديازيبين مديد التأثير- مزيدًا من الانتباه كبديل للديازيبام في عملية الاستبدال العلاجي لدى مسيئي الاستخدام الذين لديهم اعتماد على البنزوديازيبينات وذلك بسبب تدني خطر حدوث إساءة استخدامه. يُنصَح الأشخاص الذين لديهم اعتماد على البنزوديازيبينات والذين استخدموها لمدة طويلة باتبّاع أنظمة إنقاص تدريجي تستمر 6 - 12 شهرًا إذ تبيّن أن احتمال نجاحها أكبر. إزالة الدواء من الجسم بصورة أسرع من ذلك مثلًا خلال شهر فقط غير منصوح بها لأنها تؤدي إلى حدوث أعراض انسحاب أشد. 
يؤدي التحمّل إلى إنقاص وظيفة وعدد مستقبلات حمض غاما أمينو بوتيريك (غابا)، فيؤدي إنقاص جرعة البنزوديازيبينات أو إيقافها تمامًا إلى توقف التغيرات التي تحدث كمعاوضة في الجهاز العصبي المركزي مترافقة مع ظهور تأثيرات سحب جسدية وعقلية مثل القلق والأرق وفرط  نشاط الجهاز العصبي الذاتي واحتمال حدوث اختلاجات.

### أعراض الانسحاب الشائعة
تتضمن ما يلي:
- الاكتئاب
- الرجفان
- الإحساس غير الواقعي
- فقد الشهية
- ارتعاشات عضلية
- فقد الذاكرة
- اعتلال حركي
- غثيان
- آلام عضلية
- الدوار
- الحركة الظاهرية للأشياء الثابتة
- إحساس الإغماء
- الحساسية للضجيج
- الحساسية للضوء
- الإحساس بطعم غريب
- الإحساس بوخز كالإبر
- حساسية اللمس
- تقرّح العينين
- الهلوسات
- الحساسية للروائح

لكل الأدوية المنومة المهدئة مثل الكحول والباربيتورات والبنزوديازيبينات والأدوية غير البنزوديازيبينية زمرة زِد آليات عمل متشابهة فهي تعمل من خلال معقد مستقبل حمض غاما أمينو بوتيريك (غابا) وهي ذات اعتماد متصالب مع بعضها البعض وتحمل خطر إساءة الاستخدام. غالبًا ما يؤدي استخدام الأدوية المنومة المهدئة مثل الأدوية غير البنزوديازيبينية زمرة زِد إلى العودة إلى إساءة الاستخدام ويشير أحد الباحثين إلى أن ذلك يحدث لدى أكثر من ربع أولئك الذين حققوا الامتناع.

### الخلفية
البنزوديازيبينات هي فئة دوائية يشيع إساءة استخدامها، رغم وجود جدل حول ما إذا كانت بعض البنزوديازيبينات تحمل خطر إساءة الاستخدام أكثر من بعضها الآخر. يُصنّف خطر إساءة استخدام البنزوديازيبينات في الدراسات على الحيوانات والبشر بأنه معتدل بالمقارنة مع الأدوية الأخرى التي تحمل خطر إساءة الاستخدام. تشيع إساءة استخدام البنزوديازيبينات لدى مستخدمي الأدوية المتعددة وخاصة مدمني الهيروئين والكحوليين ومدمني الأمفيتامينات، لكن أحيانًا تحدث إساءة استخدامها بصورة معزولة. قد تحدث إساءة استخدامها بغرض الوصول إلى النشوة التي تعطيها البنزوديازيبينات ومن الأشيع أن يساء استخدامها إما بغرض تعزيز تأثيرات أدوية الجملة العصبية المركزية الأخرى المسببة للاكتئاب أو للتخلص من تأثيرات سحب الأدوية الأخرى أو للتغلب على تأثيرات المنبّهات. يُقدَّر بأن نحو 30 – 50 % من الكحوليين يكونون معاقرين للبنزوديازيبينات. غالبًا ما يأخذ معاقري الأدوية جرعات عالية ما يؤدي إلى حدوث أعراض سحب بنزوديازيبينات شديدة لديهم مثل الذهان أو الاختلاجات.
تزيد معاقرة البنزوديازيبينات خطر القيام بسلوكيات خطرة مثل الجنس غير المحمي ومشاركة الحُقن بين معاقري البنزوديازيبينات وريديًا. ترتبط المعاقرة أيضًا بحالات فقدان الوعي وفقد الذاكرة والعدوانية والعنف والسلوك الفوضوي المتعلق بالارتياب. المصدر الأساسي للبنزوديازيبينات غير المشروعة هو تحويل بنزوديازيبينات المحصول عليها بوصفة طبية في الأساس وتتضمن المصادر الأخرى السرقة من الصيدليات ومخازن الأدوية. إن معدل إساءة استخدام البنزوديازيبينات في ارتفاع مستمر وهو يمثل حاليًا مشكلة صحة عامة. تقتصر إساءة استخدام البنزوديازيبينات تقريبًا على الأفراد المعاقرين للأدوية الأخرى مثل معاقري الأدوية المتعددة. معظم مستهلكي الدواء بوصفة طبية لا يسيئون استخدام دوائهم، لكن معظم مستهلكي الجرعات العالية يصبحون مسيئي استخدام. تحدث إساءة استخدام البنزوديازيبينات ضمن مدى عمري واسع يشمل المراهقين والمسنين. يبدو أن خطر إساءة الاستخدام أو تأثيرات الإعجاب بالدواء ترتبط بالجرعة، إذ أن جرعات البنزوديازيبينات المنخفضة تحمل خطرًا منخفضًا لحدوث إساءة الاستخدام أما الجرعات العالية تزيد خطر حدوث إساءة الاستخدام.